# Нанси Карабойчева
Нанси Николаева Карабойчева е български модел, която печели титлата на Мис България през 2013 г.  Тя представя страната си в състезанието Мис Свят 2013, което се провежда в Индонезия през септември 2013 г. Стигна до полуфиналите и е начело в топ 10 на базата на гласовете на публиката, но губи. 

## Детство и образование
Нанси Карабойчева е родена на 3 април 1993 г. в Юнаците, близо до Пазарджик. Завършва езикова гимназия със специалност информатика и статистика. Следва в УНСС. 

## Телевизионни изяви
Печели „Мис България 2013“, където е отличена и с титлата. Участва в 9-ти сезон на риалити предаването „Фермата 2023“. През 2025 е водеща на „Живот на кантар“.

## Личен живот
Карабойчева има връзка с бившия български младежки волейболист и национал Добромир Димитров, за когото се омъжва през 2018 г.